# 1-ヘキシル-3-メチルイミダゾリウムビス(トリフルオロメタンスルホニル)イミド
1-ヘキシル-3-メチルイミダゾリウムビス(トリフルオロメタンスルホニル)イミド（英: 1-Hexyl-3-methylimidazolium bis(trifluoromethanesulfonyl)imide、HMIM TFSI）は、有機塩であり、室温で無色透明な液体として存在する、低融点の室温イオン液体である。

## 合成および調製
1-ヘキシル-3-メチルイミダゾリウムビス(トリフルオロメタンスルホニル)イミドは、臭化1-ヘキシル-3-メチルイミダゾリウムとリチウムビス(トリフルオロメタンスルホニル)イミドとのアニオン複分解反応によって調製できる。

## 特性
1-ヘキシル-3-メチルイミダゾリウムビス(トリフルオロメタンスルホニル)イミドは、疎水性のイオン液体である。また、1-ヘキシル-3-メチルイミダゾリウムビス(トリフルオロメタンスルホニル)イミドは、2.27 mS·cm−1の電気伝導率と5.3 Vの電位窓を持つ。

## 用途
1-ヘキシル-3-メチルイミダゾリウムビス(トリフルオロメタンスルホニル)イミドは、グリコシル化反応や鈴木・宮浦カップリングのような様々な反応における溶媒として、ならびにさらなるイオン液体の合成のために使用される。また、1-ヘキシル-3-メチルイミダゾリウムビス(トリフルオロメタンスルホニル)イミドは、宇宙用潤滑剤のための成分として研究されている。